# Sándor Szlatinay
Sándor Szlatinay (alias Alexander von Slatinay) est un réalisateur et compositeur hongrois né le 25 décembre 1899 à Lugos en Autriche-Hongrie et mort le 22 octobre 1980 en Allemagne.

## Filmographie partielle

### En tant que réalisateur
- 1940 : Il capitano degli ussari
- 1951 : Malheur à celui qui aime (Weh dem, der liebt!) (+ compositeur)

### En tant que compositeur
- 1921 : Arsène Lupin utolsó kalandja de Pál Fejös
- 1937 : Ma fille ne fait pas ça (Az én lányom nem olyan) de Ladislas Vajda
- 1955 : Trois Hommes dans la neige (Drei Männer im Schnee) de Kurt Hoffmann